# Фратта, Гильермо
Гильермо Фратта Кабрера (исп. Guillermo Fratta Cabrera; родился 19 сентября 1995 года, Роча, Уругвай) — уругвайский футболист, защитник клуба «Химнасия и Эсгрима» (Ла-Плата).

## Биография
Фратта — воспитанник клуба «Дефенсор Спортинг». 6 сентября 2015 года в матче против «Данубио» он дебютировал в уругвайской Примере. В этом же поединке Гильермо забил свой первый гол за «Дефенсор Спортинг».
С 2016 по 2020 год Фратта выступал за «Бостон Ривер», за который провёл более 100 матчей в уругвайской Примере. В 2020 году перешёл в «Рентистас», с которым в том же сезоне занял второе место в чемпионате, что является лучшим достижением в истории клуба.
С 2021 года выступает в Аргентине за «Химнасию и Эсгриму» из Ла-Платы.

## Достижения
- Вице-чемпион Уругвая (1): 2020